# Buddismo coreano

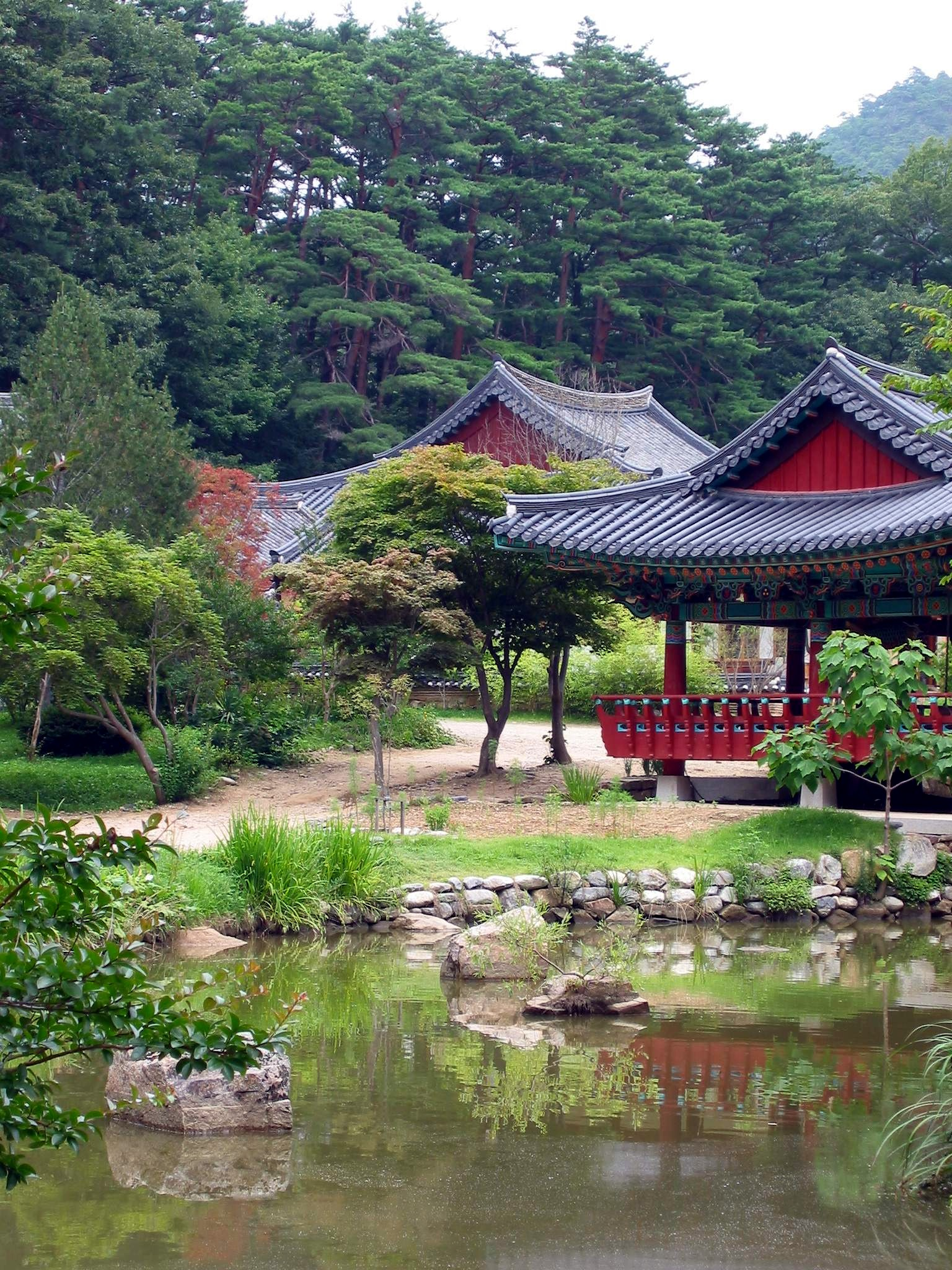
Il parco del Tempio di Buryeongsa in Corea

Il buddismo coreano si distingue da altre forme di buddismo per il suo tentativo di risolvere quelle che considera come incoerenze nel buddismo Mahāyāna. I primi monaci coreani credevano che le tradizioni che avevano ricevuto dalla Cina fossero internamente incoerenti. Per dedicarsi a questa tematica, essi svilupparono un nuovo approccio olistico al buddismo: esso è caratteristico virtualmente di tutti i maggiori pensatori coreani, e si è tradotto in una variante distinta del buddismo, che uno dei suoi maggiori esponenti, Wonhyo (617–686), chiamò il Tongbulgyo ("buddismo interpenetrato"). I pensatori buddisti coreani perfezionarono le idee dei loro predecessori in una forma peculiare.
Attualmente, il buddismo coreano è costituito principalmente dalla corrente Seon. Il Seon ha un forte rapporto con altre tradizioni Mahayana che portano l'impronta delle dottrine cinesi Ch'an, strettamente collegato con lo Zen giapponese. Della corrente Seon fanno parte l'ordine Jogye, seguito dalla maggioranza dei buddisti Seon coreani, e l'ordine T'aego-jong, nato nel 1970 da una scissione dell'ordine Jogye. La principale differenza tra i due ordini consiste nel fatto che per i monaci T'aego il celibato è opzionale.
Anche altre sette, come il Won, di recente formazione, hanno attratto un notevole numero di seguaci.

## Storia

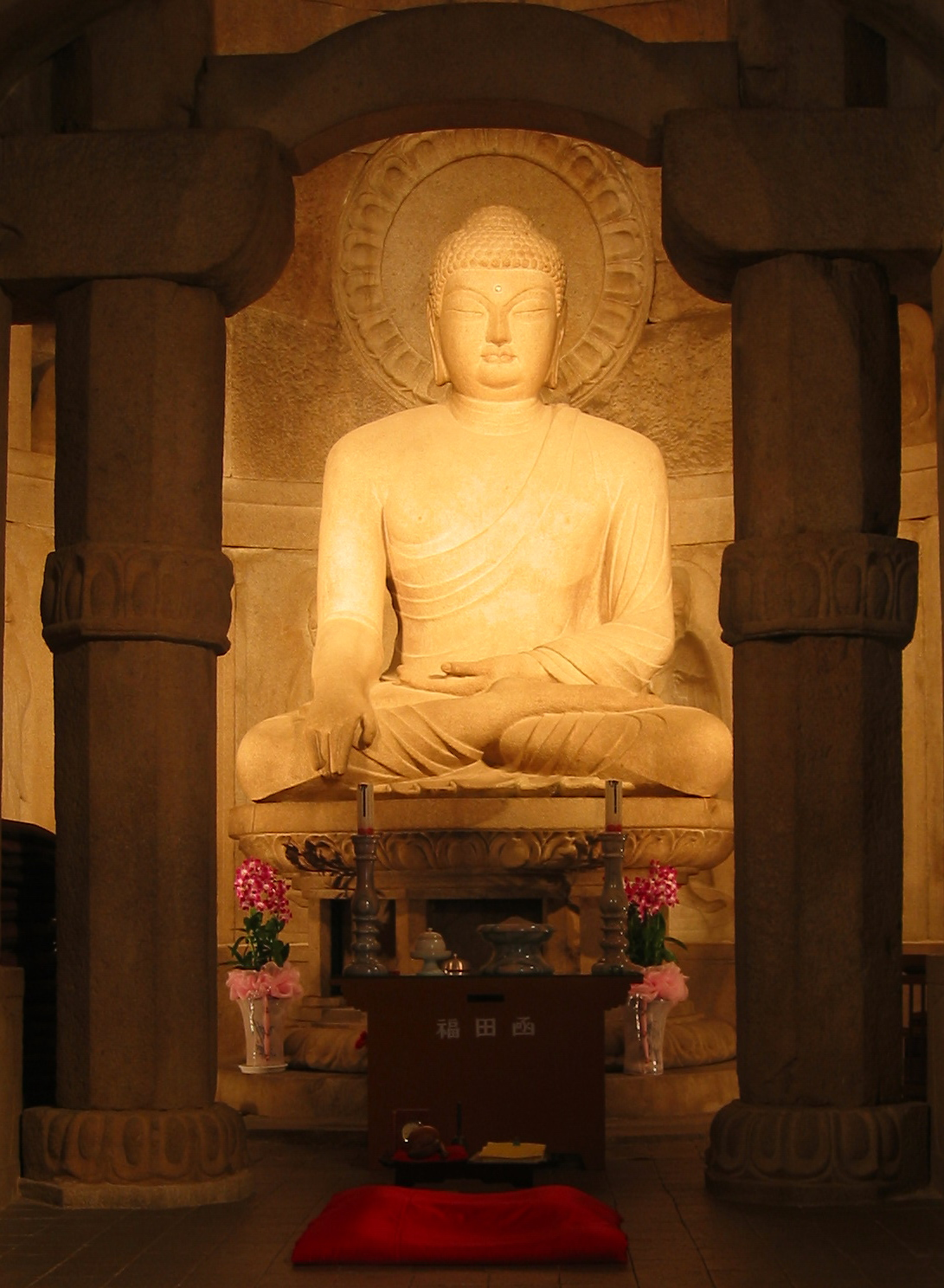
Un'immagine del Buddha Shakyamuni presso in tempio di Seokguram in Corea del Sud

Quando il buddismo fu introdotto ufficialmente in Corea dalla Cina nel 372, ossia circa 800 anni dopo la morte del Buddha storico, la religione indigena era lo Sciamanesimo, ma non essendo il buddismo considerato in conflitto con i tradizionali riti del culto della natura, le due religioni poterono fondersi tra loro. Così, la nuova religione costruì i suoi templi tra le montagne un tempo ritenute la sede degli spiriti, e al tempo stesso accolse alcune delle più importanti credenze dello Sciamanesimo coreano, in particolare il culto di tre spiriti: Sansin (lo Spirito della Montagna), Toksong (il Recluso) e Chilsong (lo Spirito delle Sette Stelle, il Grande Carro). Ancora oggi, in molti templi appositi santuari sono riservati a queste divinità, specialmente allo Spirito della Montagna, protettore del suolo su cui sorge il tempio.
Grazie a questa particolare mescolanza di antiche pratiche sciamaniche e di nuove dottrine, il buddismo coreano godette inizialmente di ampia accettazione, venendo addirittura sostenuto come ideologia di stato durante il periodo Goryeo. La situazione mutò radicalmente durante la dinastia Joseon, che durò parecchi secoli e vide una dura repressione del buddismo, soppiantato dall'ideologia neoconfuciana.
La persecuzione del buddismo e dei suoi fedeli cessò solo con la partecipazione dei monaci buddisti alla lotta contro gli invasori giapponesi alla fine del XVI secolo. Il buddismo in Corea rimase comunque sottomesso fino alla fine del periodo Joseon, quando la sua posizione fu in qualche modo rafforzata dall'occupazione giapponese, che durò dal 1910 al 1945. Dopo la Seconda guerra mondiale, la scuola Seon del buddismo coreano guadagnò nuovamente approvazione.
In Corea del Sud, via via che il Cristianesimo ha acquistato sempre maggiore influenza, si ritiene che vi sia stata una riduzione nella quota di seguaci del buddismo, ora stimati in circa il 23% della popolazione nazionale. In Corea del Nord, ufficialmente atea, i Buddisti costituiscono il 2% della popolazione.

### Tre regni di Corea
Nel 372 il monaco cinese Sundo (o Shundao in cinese) fu inviato dal governante dei Qin anteriori Fujian alla corte del re Sosurim di Goguryeo. Egli portò con sé testi e statue cinesi e la famiglia reale di Goguryeo ed i loro sudditi accolsero rapidamente i suoi insegnamenti. Il buddismo in Cina era in forma rudimentale, basata sulla legge di causa ed effetto e sulla ricerca della felicità. Questi aspetti avevano molto in comune con lo Sciamanesimo allora predominante, il che determinò probabilmente la rapida assimilazione del buddismo da parte del popolo di Goguryeo.

Nel 384, il monaco serindiano Marananta arrivò a Baekje, dove la famiglia reale apprese la varietà di buddismo da lui portata, simile alla precedente. Il re Asin proclamò che "le persone avrebbero dovuto credere nel buddismo e cercare la felicità".

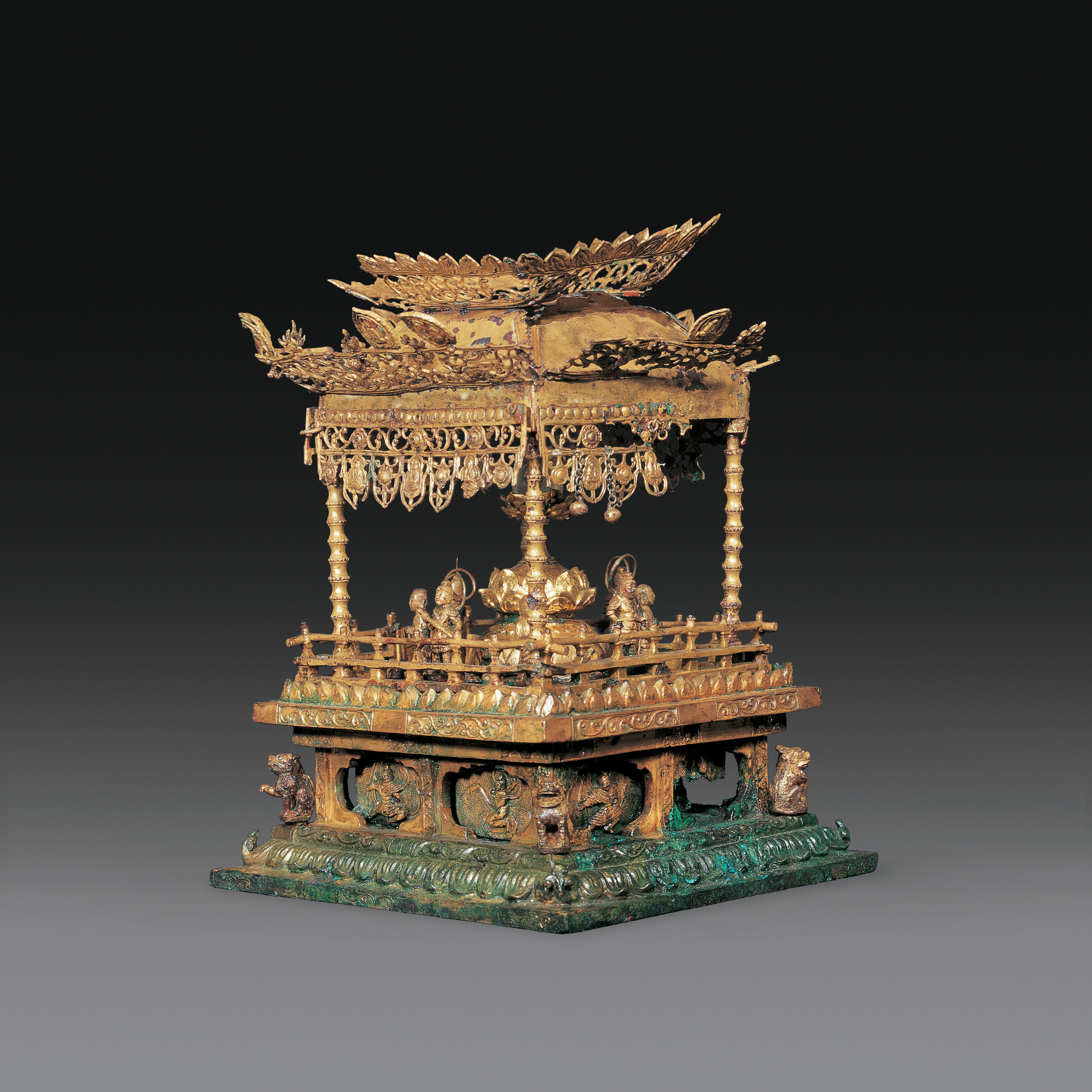
Reliquiario

Il buddismo non entrò nel regno di Silla fino al V secolo, trovando subito accoglienza tra la gente comune, mentre gli aristocratici opposero resistenza. Significativo è l'episodio di Ichadon, un eminente ufficiale della corte che, dopo aver rivelato la sua conversione al buddismo nel 527, fu fatto decapitare dal re Beopheung. La tradizione vuole che, all'atto della sua morte, abbia versato latte invece di sangue. Il suo martirio è ricordato da una serie di dipinti nel tempio di Haeinsa e da un monumento in pietra nel Museo Nazionale di Gyeongju. Il nuovo re Jinheung, incoraggiò invece la diffusione del buddismo, che divenne infine la religione nazionale di Silla. Inoltre, giovani scelti furono addestrati fisicamente e spiritualmente nello Hwarangdo secondo i principi buddisti per difendere il regno. Lo stesso re Jinheung divenne in seguito un monaco.
Molti monaci buddisti coreani viaggiarono in Cina per studiare il buddismo alla fine del Periodo dei Tre Regni, specialmente alla fine del VI secolo, come pure in India per imparare il sanscrito e studiare il Vinaya. Riportarono numerosi testi dall'estero e condussero a loro volta attività missionarie in tutta la Corea ed in Giappone, dove esercitarono una forte influenza per tutto il periodo del regno unificato di Silla. Solo nell'VIII o IX secolo, infatti, il Giappone iniziò a sviluppare una sua via autonoma alla religione buddista.
Parecchie scuole di pensiero si svilupparono in Corea durante questi primi tempi:
- la scuola Samnon (三論宗, o Sanlun in cinese) si concentrava sulla dottrina indiana del Mādhyamika (Sentiero Intermedio),
- la scuola Gyeyul (戒律宗, o Vinaya in sanscrito) si interessava principalmente dello studio e dell'attuazione della disciplina morale (śīla),
- la scuola Yeolban (涅槃宗, o Nirvāna in sanscrito), che si basava sui temi del Mahāparinirvāna-sūtra.

Verso la fine del Periodo dei Tre Regni, fu fondata la scuola Wonyung (圓融宗, o Yuanrong in cinese). Essa avrebbe condotto alla realizzazione della metafisica dell'interpenetrazione come descritta nello Huayan jing (華嚴經) e fu presto considerata come la scuola primaria, specialmente tra l'aristocrazia colta. Questa scuola fu conosciuta in seguito come Hwaeom (華嚴宗, o Huayan in cinese) e fu la più duratura di queste scuole "importate". Aveva forti legami con il Beopseong (法性宗), la scuola di pensiero indigena coreana.
Famosi studiosi di questo periodo furono, tra gli altri, il monaco Jajang (慈藏), cui si attribuisce un ruolo decisivo nell'affermazione del buddismo coreano come religione nazionale, e Wonhyo, autore di vari trattati e la cui filosofia si incentrava sull'unità e l'interdipendenza di tutte le cose.
Il buddismo ebbe un tale successo durante questo periodo che molti re si convertirono e città/luoghi furono addirittura rinominati con i nomi di luoghi famosi durante l'epoca di Buddha.

### Silla unificato (668-918)

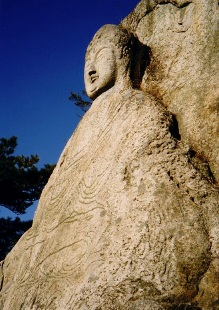
Un'immagine in pietra di un Buddha, vicino a Gyeongju, Corea del Sud. Silla, VII secolo.

Nel 668, il regno di Silla riuscì ad unificare l'intera penisola coreana, dando origine ad un periodo di stabilità politica che durò per quasi cento anni. Questo favorì anche lo sviluppo degli studi eruditi del buddismo coreano, che si concentrarono in generale sugli orientamenti Wonyung, Yusik (cinese 唯識; Weishi: "solo coscienza", la forma est asiatica dello Yogācāra), Jeongto ("Terra Pura"), e su quello indigeno coreano Beopseong ("scuola della natura del dharma"). Il monaco Wonhyo insegnò la pratica della "Terra Pura" dello yeombul, che sarebbe divenuta molto popolare sia tra gli studiosi che tra la gente comune, ed ha esercitato un'influenza duratura sul pensiero buddista in Corea. La sua opera, che tenta una sintesi tra i filoni apparentemente divergenti della dottrina buddista indiana e cinese, fa uso del modello della funzione dell'essenza (體用, o che-yong), che era popolare nelle scuole filosofiche originarie est asiatiche. Essa fu inoltre strumentale allo sviluppo della scuola dominante del pensiero buddista coreano, variamente nota come Beopseong, Haedong (海東, "coreano") e più tardi come Jungdo (中道, "Via media")
L'amico di Wonhyo Uisang (義湘) si recò a Changan, dove studiò sotto i patriarchi di Huayan Zhiyan (智儼; 600-668) e Fazang (法藏; 643-712). Quando ritornò dopo venti anni, la sua opera contribuì allo Hwaeom e divenne l'influenza predominante sul buddismo coreano, insieme al pensiero tong bulgyo di Wonhyo. I principi dello Hwaeom furono assimilati profondamente nella scuola meditativa coreana, la scuola Seon, dove ebbero notevole influenza sui suoi atteggiamenti fondamentali.
Le influenze provenienti dal buddismo di Silla in generale, e da questi due filosofi in particolare, penetrarono addirittura "a ritroso" nel buddismo cinese. I commentari di Wonhyo furono molto importanti nel formare il pensiero dell'eminente filosofo buddista cinese Fazang, e il commentario di Woncheuk sul Saṃdhinirmocana-sūtra-sūtra ebbe una forte influenza sul buddismo tibetano.
Come accadde nella Cina dei Tang, nonché nel Giappone del periodo Nara e del primo periodo Heian, che sono grosso modo contemporanei al periodo Silla, gli sviluppi intellettuali del buddismo di Silla portarono con loro anche significativi risultati culturali in vari campi, compresa la pittura, la letteratura, la scultura e l'architettura. Durante questo periodo, furono costruiti molti grandi e bei templi, al vertice dei quali si posero il Tempio di Bulguksa ed il Tempio sotterraneo di Seokguram. Bulguksa era particolarmente famoso per le sue pagode ingioiellate, mentre Seokguram era noto per la bellezza delle sue sculture di pietra.
Una nuova epoca nel buddismo coreano cominciò durante l'ultimo periodo Silla con la nascita in Corea di scuole di Seon. In Cina, il movimento verso una visione della pratica basata sulla meditazione, che divenne noto come chan, era iniziato durante il VI e il VII secolo, e non occorse molto tempo perché l'influenza della nuova scuola meditativa raggiungesse anche la Corea, dove prese il nome di Seon. Il termine, che significa "meditazione," è molto più noto in Occidente nella sua variante giapponese zen. Ben presto si sviluppò una tensione tra le nuove scuole meditative e le scuole di orientamento accademico precedentemente esistenti, che erano indicate con il termine gyo, che significa "apprendimento" o "studio".
A Beomnang (法朗; fl. 632-646), che si dice fosse uno studente del maestro cinese Daoxin (道信; 580-651), è generalmente attribuita la trasmissione iniziale del Seon in Corea. Il Seon fu popolarizzato da Sinhaeng (神行; 704-779) nell'ultima parte dell'VIII secolo e da Doui (道義; m. 825) all'inizio del IX secolo. Da allora, molti Coreani studiarono il Chan in Cina, e al loro ritorno fondarono le proprie scuole in vari monasteri di montagna con i loro principali discepoli. Inizialmente, il numero di queste scuole fu fissato in nove, e il Seon coreano all'epoca era definito la scuola delle "nove montagne" (九山 o gusan). Otto di queste appartenevano alla discendenza di Mazu Daoyi (馬祖道一; 709-788), in quanto furono istituite in collegamento o con lui o con uno dei suoi eminenti discepoli. L'unica eccezione era la scuola Sumi-san fondata da Ieom (利嚴; 869-936), che si era sviluppata dalla discendenza di Caotong (曹洞).

### Goryeo (918-1392)

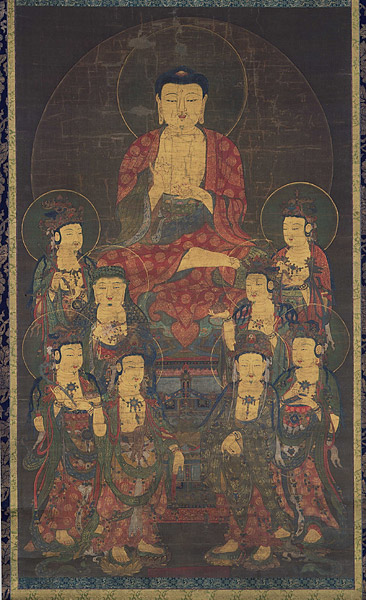
Amitabha e gli Otto Grandi Bodhisattva (Amita Gujon), ca. 1300

Inizialmente, le nuove scuole Seon furono considerate dalle scuole dottrinali consolidate come pericolosi e radicali sviluppi. Così, i primi fondatori dei vari monasteri delle "nove montagne" incontrarono considerevole resistenza e furono repressi a causa della forte influenza a corte delle scuole Gyo. Le lotte che ne derivarono continuarono per la maggior parte del periodo Goreyo, ma gradualmente la scuola Seon riuscì ad affermarsi sulle altre come depositaria della vera trasmissione dell'illuminazione. La posizione generalmente adottata nelle tarde scuole Seon, dovuta in gran parte agli sforzi di Jinul, non rivendicava la chiara superiorità dei metodi meditativi Seon, ma dichiarava piuttosto l'unità e le somiglianze intrinseche dei punti di vista Seon e Gyo. Sebbene tutte queste scuole siano menzionate nelle testimonianze storiche, verso la fine della dinastia l'influenza del Seon divenne predominante sul governo e sulla società, nonché sulla formazione di importanti studiosi e adepti. Durante il periodo Gyo, il Seon divenne a tutti gli effetti una "religione di Stato", ricevendo ampi aiuti e privilegi attraverso i legami con la famiglia regnante e con potenti membri della corte.
Nonostante l'attività e l'influenza della maggior parte delle scuole accademiche si sia affievolita durante questo periodo della crescita del Seon, la scuola Hwaeom continuò ad essere una vivace fonte di studi per buona parte del periodo Goryeo, continuando in gran parte il lascito di Uisang e Wonhyo. In particolare l'opera di Gyunyeo (均如; 923-973) preparò il terreno per la riconciliazione dello Hwaeom e del Seon, assumendo il primo un atteggiamento più disponibile verso l'altra corrente. Le opere di Gyunyeo sono un'importante fonte per gli studi moderni per identificare la natura distintiva dello Hwaeom coreano.
Un altro importante sostenitore dell'unità tra Seon e Gyo fu Uicheon. Come la maggior parte di altri monaci Goryeo anteriori, iniziò i suoi studi di buddismo con lo Hwaeom. In seguito viaggiò in Cina, e al suo ritorno divulgò attivamente l'insegnamento del Cheontae (天台宗, o Tiantai in cinese), che venne riconosciuto come un'altra scuola del Seon. Questo periodo giunse così ad essere descritto come quello delle "cinque scuole dottrinali e due meditative" (ogyo yangjong). Uicheon stesso, tuttavia, si alienò troppi aderenti del Seon, e morì ad un'età relativamente giovane senza veder realizzata un'unità Seon-Gyo. Sotto la sua guida venne realizzata la Collezione di Scritture e Commentari (Sokjanggyeong, 續藏經 o Gyojang 敎藏, 1090-1099), anello di congiunzione fra la prima e la seconda edizione dei Tripitaka Koreana.

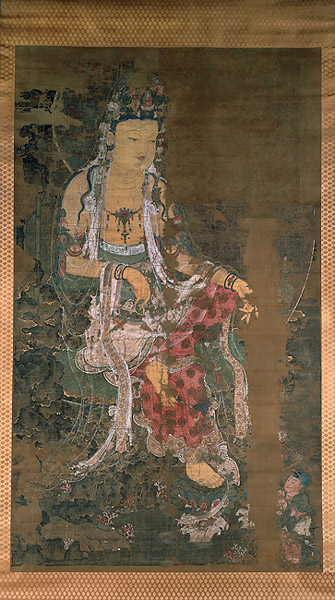
Dipinto di Avalokiteshvara della dinastia coreana Goryeo, 1310 d.C.

Il più importante esponente del Seon nel periodo Goryeo fu Jinul (知訥; 1158-1210). Nella sua epoca, il sangha attraversava una profonda crisi sia negli atteggiamenti esteriori che nelle questioni interne della dottrina. Il buddismo era stato gradualmente contagiato da tendenze ed implicazioni secolari, come la predizione della fortuna e l'offerta di preghiere e rituali per ottenere successo nella vita mondana. Questo tipo di corruzione ebbe come effetto la proliferazione di numeri crescenti di monaci e suore con vocazioni discutibili. Perciò la correzione, la rinascita ed il miglioramento della qualità del buddismo erano questioni centrali per i capi buddisti del periodo.
Jinul tentò di fondare un nuovo movimento all'interno del Seon coreano, che chiamò la ''società del samādhi e del prajñā", il cui scopo era di istituire una nuova comunità di praticanti disciplinati e dalla mente pura nel profondo delle montagne. Alla fine riuscì nella sua missione fondando il monastero di Seonggwangsa sul Monte Jogye (曹溪山). Le opere di Jinul sono caratterizzate da un'analisi completa ed una riformulazione delle metologie dello studio e della pratica del Seon. Approfondì inoltre la dibattuta questione del rapporto tra metodi "graduali" e "repentini" nella pratica e nell'illuminazione. Basandosi su vari studi cinesi, in particolare quelli di Zongmi (780-841) e Dahui (大慧; 1089-1163), Jinul creò una massima della "repentina illuminazione seguita dalla pratica graduale", che descrisse in pochi testi relativamente concisi ed accessibili. Da Dahui, Jinul inoltre assorbì nella sua pratica il metodo gwanhwa (觀話), che è ancora oggi la principale forma di meditazione insegnata nel Seon coreano. La risoluzione filosofica del conflitto Seon-Gyo ebbe un profondo e duraturo effetto sul buddismo coreano.
Nella seconda metà del periodo Goryeo il buddismo coreano conobbe una profonda crisi, a causa della corruzione e del montare di un forte sentimento anti-buddista in campo politico e filosofico. Ciononostante, proprio in questo periodo emersero alcuni dei più illustri maestri del Seon coreano, tra i quali spiccano i contemporanei ed amici Gyeonghan Baeg'un (景閑白雲; 1298-1374), Taego Bou (太古普愚; 1301-1382) e Naong Hyegeun (懶翁慧勤; 1320-1376). Tutti e tre avevano studiato nella Cina degli Yuan la dottrina gwanhwa di Linji (臨濟 o Imje in coreano) divulgata da Jinul e, al loro ritorno, inserirono nel proprio insegnamento i metodi severi e conflittuali di quella scuola. Gyeonghan e Naong mostrarono inoltre un insolito interesse per lo studio delle scritture, nonché una notevole comprensione del Confucianesimo e del Taoismo, a causa della crescente influenza della filosofia cinese come fondamento dell'educazione ufficiale. Da quest'epoca, apparve una marcata tendenza dei monaci buddisti coreani ad essere esponenti di "tre dottrine".
Un significativo evento storico del periodo Goryeo è la produzione della prima edizione su blocchi di legno del Tripitaka, chiamato Tripitaka Koreana. Delle due edizioni realizzate, la prima (1210-1231) fu distrutta in un incendio, durante un attacco degli invasori mongoli nel 1232, ma la seconda (1214-1259) esiste ancora ad Haeinsa, nella provincia di Gyeongsang. Questa edizione del Tripitaka era di qualità elevata ed è servita come versione ufficiale dell'opera in Asia orientale per quasi 700 anni.

### Joseon (1392-1910)

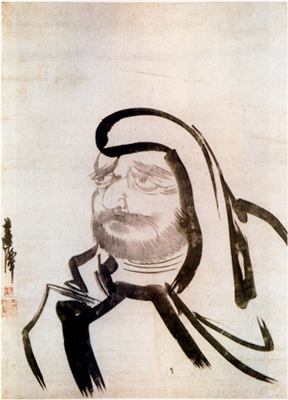
Dalmado di Kim Myeong-guk, XVII secolo

La gerarchia buddista alla fine del periodo Goryeo era divenuta piena di eccessi. Vi erano troppi monaci e suore, una grande percentuale dei quali erano entrati nel sangha solo per evitare le tasse e/o il servizio per il governo. Vi erano anche troppi templi che venivano sostenuti e troppi rituali elaborati che venivano eseguiti. Il sostegno del buddismo era diventato un pesante salasso per l'economia nazionale. Il governo stesso era afflitto da corruzione dilagante, mentre nel contempo combatteva guerre alle frontiere settentrionali ed orientali. Inoltre, acquistò potere politico un nuovo movimento ideologico neoconfuciano in rapida ascesa, caratterizzato da un orientamento aspramente antibuddista.
Nel 1388, un influente generale di nome Yi Seong-gye (1380-1400) eseguì un colpo di Stato e nel 1392 si impose come il primo governante della dinastia Joseon con il titolo regale di Taejo, sostenuto dal movimento neoconfuciano. In seguito il buddismo fu gradualmente soppresso per i successivi 500 anni. Il numero di templi fu ridotto, furono introdotte restrizioni sull'appartenenza al sangha, ed i monaci e le suore buddisti furono letteralmente cacciati nelle montagne, vietando loro di mescolarsi con la società. Il buddismo Joseon, che era iniziato sotto il cosiddetto sistema delle cinque scuole dottrinali due meditative del Goryeo, fu dapprima condensato in due scuole, Seon e Gyo, per poi infine essere ulteriormente ridotto all'unica scuola del Seon.
Malgrado questa forte soppressione del governo e la veemente opposizione ideologica del neoconfucianesimo coreano, il buddismo Seon continuò a fiorire intellettualmente. Un pensatore di spicco fu Giwha (己和; (Hamheo Deuktong 涵虚得通) 1376-1433), che dopo una formazione confuciana si era avvicinato al buddismo, dove fu iniziato alla tradizione gwanhwa da Muhak Jacho (無學自超; 1327-1405).
Scrisse molti dotti commentari, come pure saggi e una vasta raccolta di poesia. Essendo molto esperto delle filosofie confuciana e taoista, Giwha scrisse anche un importante trattato in difesa del buddismo, dal punto di vista dell'intrinseca unità delle tre dottrine, intitolato lo Hyeon jeong non. Nella tradizione dei filosofi anteriori, applicò il che-yong ("funzione dell'essenza") e lo Hwaeom (sa-sa mu-ae, "reciproca interpenetazione di fenomeni").
Nelle opere dei monaci studiosi dello Joseon sono comuni scritti su testi collegati allo Hwaeom, come il "Risveglio della fede", il "Sutra della perfetta illuminazione", il Śūrangama-sūtra, il Sutra del diamante e il Sutra del cuore. L'ordine Jogye istituì un corso prefissato di studi delle scritture, comprese le opere suddette, insieme ad altre selezioni più brevi in e i monaci coreani, come Jinul.
Durante il periodo Joseon, il numero dei monasteri buddisti o da parecchie centinaia ad appena trentasei. Furono posti limiti al numero di ecclesiastici, alla superficie terriera e all'età per entrare nel sangha. Quando le restrizioni entrarono in vigore, ai monaci e alle suore fu proibito di entrare nelle città. I funerali buddisti e perfino il mendicare furono dichiarati illegali. Tuttavia occasionalmente apparvero alcuni governanti che ebbero un atteggiamento favorevole verso il buddismo ed abolirono alcune delle norme più repressive. La più notevole di queste figure fu la vedova del re, Munjeong, che, devota buddista, prese il controllo del governo al posto del suo giovane figlio Myeongjong (r. 1545-67), e respinse immediatamente molte misure antibuddiste. La regina aveva profondo rispetto per il brillante monaco Bou (1515-1565), e lo pose a capo della scuola Seon.
Una delle più importanti ragioni per la restaurazione del buddismo ad un livello di minima accettazione fu il ruolo dei monaci buddisti nel respingere l'invasione giapponese del generale Toyotomi Hideyoshi, che avvenne fra il 1592 e il 1598. A quell'epoca, il governo era indebolito da faide interne, ed inizialmente non fu in grado di mobilitare una forte resistenza contro l'incursione. Il saccheggio del paese incoraggiò alcuni capi del sangha ad organizzare i monaci in unità di guerriglia, che godettero di alcuni successi determinanti. Il movimento dei "monaci retti" (義士; uisa) si diffuse durante questi otto anni di guerra, arrivando alla fine ad includere parecchie migliaia di monaci, guidati dall'anziano Seosan Hyujeong (西山休靜; 1520-1604), un maestro Seon di primo piano e l'autore di numerosi importanti testi religiosi. La presenza dell'esercito dei monaci fu un fattore cruciale nell'espulsione finale degli invasori giapponesi.
Seosan è noto anche per aver continuato gli sforzi verso l'unificazione dello studio e della pratica dottrinali buddisti. I suoi sforzi furono fortemente influenzati da Wonhyo, Jinul e Giwha. Egli è considerato la figura centrale nella rinascita del buddismo Joseon, e la maggior parte delle più importanti correnti del moderno Seon coreano fanno risalire a lui le loro ascendenze attraverso uno dei suoi quattro discepoli principali: Yujeong (1544-1610); Eongi (1581-1644), Taeneung (1562-1649) e Ilseon (1533-1608), che furono tutti e quattro luogotenenti di Seosan durante la guerra con il Giappone.

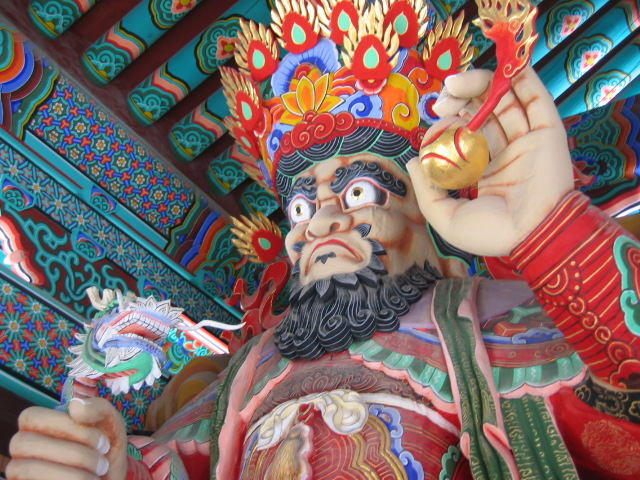
Statua di uno dei Quattro Re Celesti

Le biografie di Seosan e dei suoi quattro discepoli principali sono per molti aspetti simili, e queste similitarità sono emblematiche del tipico stile di vita dei monaci Seon del tardo periodo Goryeo e di quello Joseon. La maggior parte di loro iniziò impegnandosi in studi confuciani e taoisti. Volgendosi al Seon, perseguirono uno stile di vita spiccatamente itinerante, vagando per i monstari delle montagne. A questo stadio, venivano iniziati alla componente centrale della praticapractice, il gong'an, o meditazione gwanhwa. Questa meditazione gwanhwa, diversamente da alcune tradizioni Zen giapponesi, non consisteva nella contemplazione su una lung awrie graduta di kōan via via più profondi. Per contro, il tipico approccio coreano era che "tutti i gong'an sono contenuti in uno solo" e perciò era, ed è ancora, piuttosto comune per il praticante rimanere fedele ad un unico hwadu durante tutta la sua carriera meditativa, molto spesso la parola giapponese mu di Zhaozhou.
Il buddismo, durante i tre secoli dall'epoca di Seosan fino alla successiva incursione giapponese in Corea alla fine del diciannovesimo secolo, rimase abbastanza coerente al modello descritto sopra. Numerosi eminenti insegnanti apparvero durante i secoli dopo Seosan, ma il buddismo del tardo Joseon, mentre mantenne la maggior parte delle caratteristiche comuni anteriori, fu particolarmente contrassegnato da una rinascita degli studi Hwaeom, e occasionalmente da nuove interpretazioni metodologiche nello studio Seon. Ci fu anche una rinascita, durante gli ultimi due secoli, della fede della Terra Pura (Amitābha). Anche se il governo mantenne un controllo abbastanza stretto nei confronti del sangha, non si verificò mai più l'estrema repressione del primo periodo Joseon.

### Occupazione giapponese (1910-1945)
L'occupazione giapponese dal 1910 al 1945 portò grandi sofferenze al popolo coreano nel suo complesso, e al sangha coreano in particolare, che dovette obbedire ad un'ampia serie di regole imposte dai Giapponesi. I Buddisti giapponesi pretesero il diritto di fare proseliti nella città, eliminando il bando di cinquecento anni sui monaci e le suore che entravano nelle città. La formazione di nuove sette buddiste, come il buddismo Won, e la presenza di missionari cristiani durante questo periodo condusse ad ulteriori turbolenze nel buddismo coreano tradizionale. L'usanza del buddismo giapponese di consentire ai preti di sposarsi contraddiceva lo stile di vita dei monaci e delle suore coreani, che tradizionalmente vivevano nel celibato. Le autorità occupanti giapponesi incoraggiarono questa pratica, nominarono i loro capi dei templi e fecero spedire in Giappone molte opere d'arte. I negoziati per il rimpatrio delle opere d'arte buddiste coreane sono ancora in corso.

### Età moderna (1945-oggi)

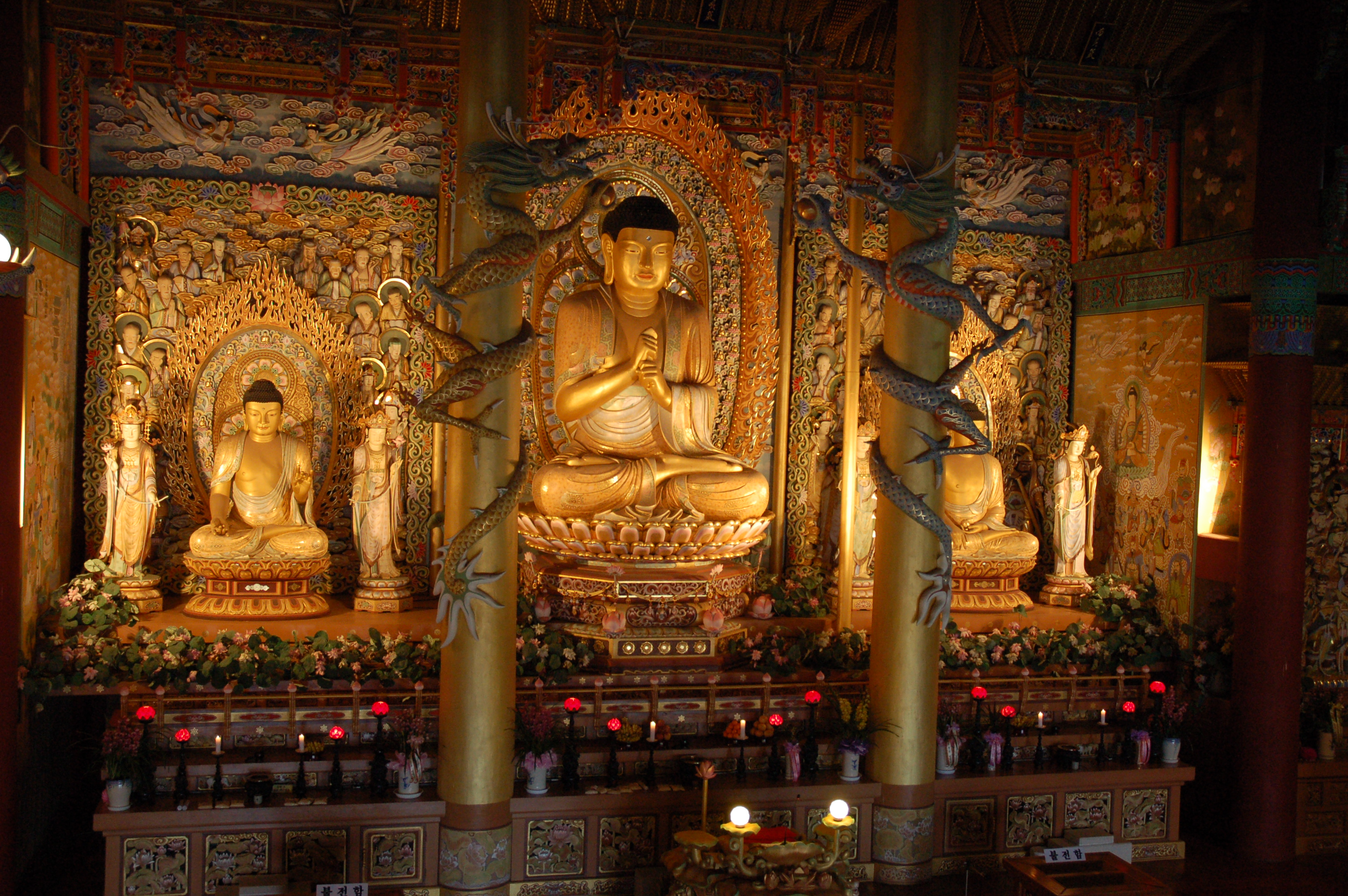
Tipico interno di un tempio buddista

Quando la Corea fu liberata dall'occupazione giapponese nel 1945, i membri della principale setta del buddismo coreano, il Jogye, ordinati sacerdoti nel celibato, cominciarono a subentrare ai monaci sposati che avevano gestito i templi durante l'occupazione.
A partire dagli anni 1950, Syngman Rhee e altri lavorarono per dividere ed indebolire ulteriormente il sangha buddista nel paese. Rhee fece campagna nel 1954 contro i cosiddetti "Buddisti nipponizzati". L'educazione e la cultura occidentali, e l'emancipazione delle donne e dei poveri, causarono divisioni all'interno della società coreana. Specificamente, si aprì una profonda frattura tra i monaci sposati e quelli che avevano mantenuto il celibato. Le differenze erano così grandi che le risse per il controllo dei templi divennero frequenti. I monaci, per la maggior parte appartenenti all'ordine Jogye, minacciarono di uccidersi. Molti di loro erano contro i Buddisti nipponizzati. Mentre i tumulti buddisti continuavano, però, l'influenza del buddismo si affievoliva. Il buddismo continuò a perdere seguaci a beneficio dei missionari cristiani, che furono in grado di trarre profitto da queste debolezze.
Il presidente Park Chung-hee tentò senza successo durante il suo governo (1961-1979) di risolvere la disputa costruendo un'organizzazione buddista pan-nazionale. Tuttavia, riuscì effettivamente ad allearsi con la fazione celibe del sangha. Negli anni 1980, anche il presidente Chun Doo-hwan usò la politica e gli intrighi per attaccare il buddismo. Inviò truppe ad assalire i templi, e fece arrestare e torturare centinaia di monaci.

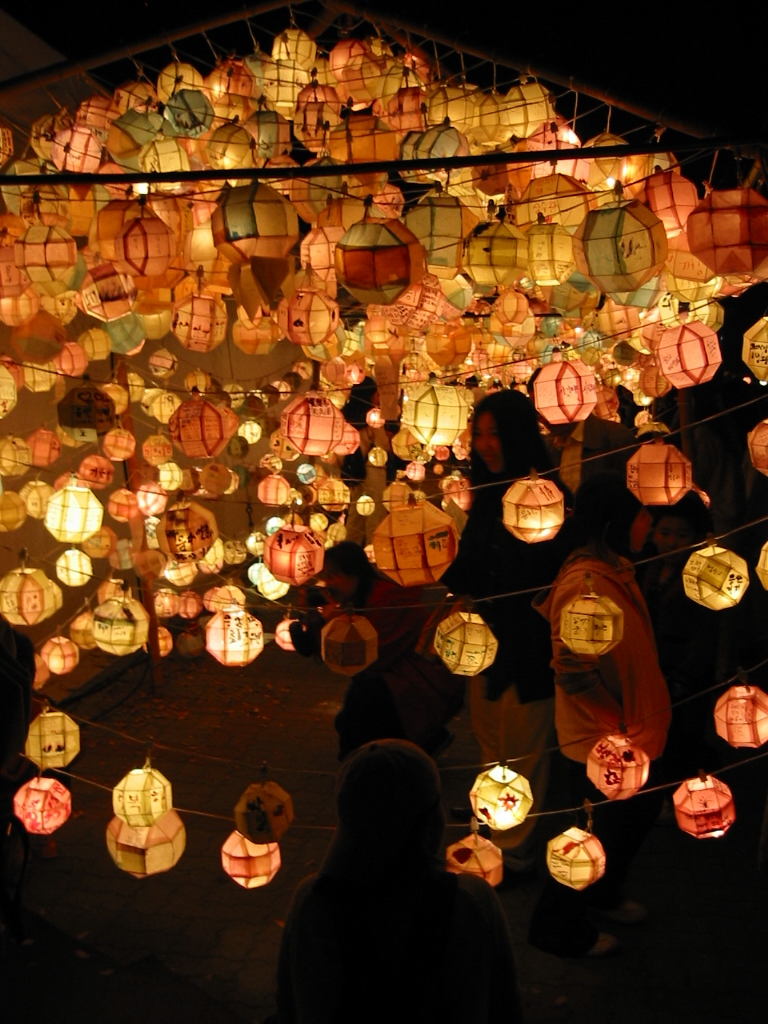
Festa delle lanterne di loto

Durante gli anni 1990, proseguirono i conflitti tra il governo sudcoreano, i capi buddisti e le confessioni cristiane. Il governo accusò i monaci buddisti di immoralità e alcuni Cristiani ne approfittarono per promuovere la loro opera missionaria. Alcuni raduni religiosi divennero perfino violenti, con statue di Buddha e Dangun, il fondatore della Corea, fatte oggetto di attacchi vandalici.
Negli anni 1980 e 1990 vi furono anche una serie di incendi ai templi e proseguirono gli atti di vandalismo ai danni delle opere d'arte buddiste. Inoltre, vari episodi confermarono una crescente tensione tra Buddisti e Cristiani, questi ultimi accusati anche di aggressivi tentativi di conversione ai danni di alcuni studenti universitari.
La scuola Seon, guidata dal dominante ordine Jogye, pratica la propria disciplina tradizionale in numerosi e importanti monasteri sulle montagne della Corea, spesso sotto la direzione di maestri di grande fama. La moderna pratica Seon non è molta lontana, quanto ai contenuti, dall'originale pratica di Jinul, che introdusse la combinazione integrata della pratica della meditazione Gwanhwa con lo studio di testi buddisti selezionati. La vita del sangha coreano è fortemente itinerante: sebbene ciascun monaco abbia una "casa" in un monastero, viaggerà regolarmente per tutte le montagne, restando fino a quando desidera, studiando e insegnando secondo lo stile di qualsiasi monastero che lo stia ospitando. Nella seconda metà del ventesimo secolo il sistema di formazione monastico coreano ha visto un afflusso costantemente crescente di aspiranti praticanti occidentali.
Attualmente, il buddismo coreano è in una fase di lenta transizione. Sebbene la teoria dominante dietro lo stesso fosse basata sulla massima di Jinul, "illuminazione repentina, formazione graduale", la riscoperta dell'altra massima di Hui Neng, "illuminazione repentina, formazione repentina", propugnata dal maestro moderno del Seon coreano, Seongcheol, ha ottenuto grande successo nel buddismo coreano. Anche se vi è una certa resistenza al cambiamento all'interno dei ranghi dell'ordine Jogye, la posizione assunta dagli ultimi tre Supremi Patriarchi, che è in accordo con Seongcheol, ha determinato un graduale mutamento nell'atmosfera del buddismo coreano.